# Fly (Blind Guardian)
Fly è il singolo della band tedesca Blind Guardian che precede il loro nuovo album, intitolato A Twist in the Myth. Due delle canzoni contenute nel singolo provengono dall'album: Fly e Skalds And Shadows. Quest'ultima è una versione acustica disponibile solamente nel singolo. Il singolo include inoltre una cover degli Iron Butterfly, In A Gadda Da Vida, anch'essa disponibile solamente nel singolo. 
Il cantante Hansi Kürsch ha commentato che, nonostante Fly sia un titolo piuttosto insolito per una canzone dei Blind Guardian, aderisce perfettamente al testo. Ha aggiunto: "Questa canzone riguarda le ispirazioni e di come queste possano influenzare la tua arte, la tua vita e quella di altre persone. Io, in prima persona, sono stato ispirato dal film Finding Neverland nella stesura del testo".

## Tracce
1. Fly – 5:45
2. Skalds and Shadows (versione acustica) – 3:15
3. In a Gadda da Vida (cover degli Iron Butterfly) – 3:37

## Componenti
- Hansi Kürsch - voce
- André Olbrich - chitarra
- Marcus Siepen - chitarra
- Frederik Ehmke - batteria